# Plectorhinchus gaterinoides
 Plectorhinchus gaterinoides és una espècie de peix de la família dels hemúlids i de l'ordre dels perciformes.

## Morfologia
Els mascles poden assolir els 40 cm de longitud total.

## Distribució geogràfica
Es troba des del Mar Roig fins a Nova Caledònia, les Illes Ryukyu i Palau.